# Euphoria (album av Def Leppard)
Euphoria är det brittiska hårdrocksbandet Def Leppards åttonde studioalbum, utgivet den 8 juni 1999.

## Låtlista
1. "Demolition Man" - 3:24
2. "Promises" - 3:59
3. "Back in Your Face" - 3:20
4. "Goodbye" - 3:36
5. "All Night" - 3:38
6. "Paper Sun" - 5:27
7. "It's Only Love" - 4:06
8. "21st Century Sha la la la Girl" - 4:06
9. "To Be Alive" - 3:53
10. "Disintegrate" - 2:51
11. "Guilty" - 3:47
12. "Day After Day" - 4:36
13. "Kings of Obivion" - 4:18